# Bezděkov (Toužim)
Bezděkov (deutsch Besikau) ist eine Siedlung in der Stadt Toužim (Theusing) im Okres Karlovy Vary (Bezirk Karlsbad). Der Ort liegt rund 6 km südlich von Toužim.

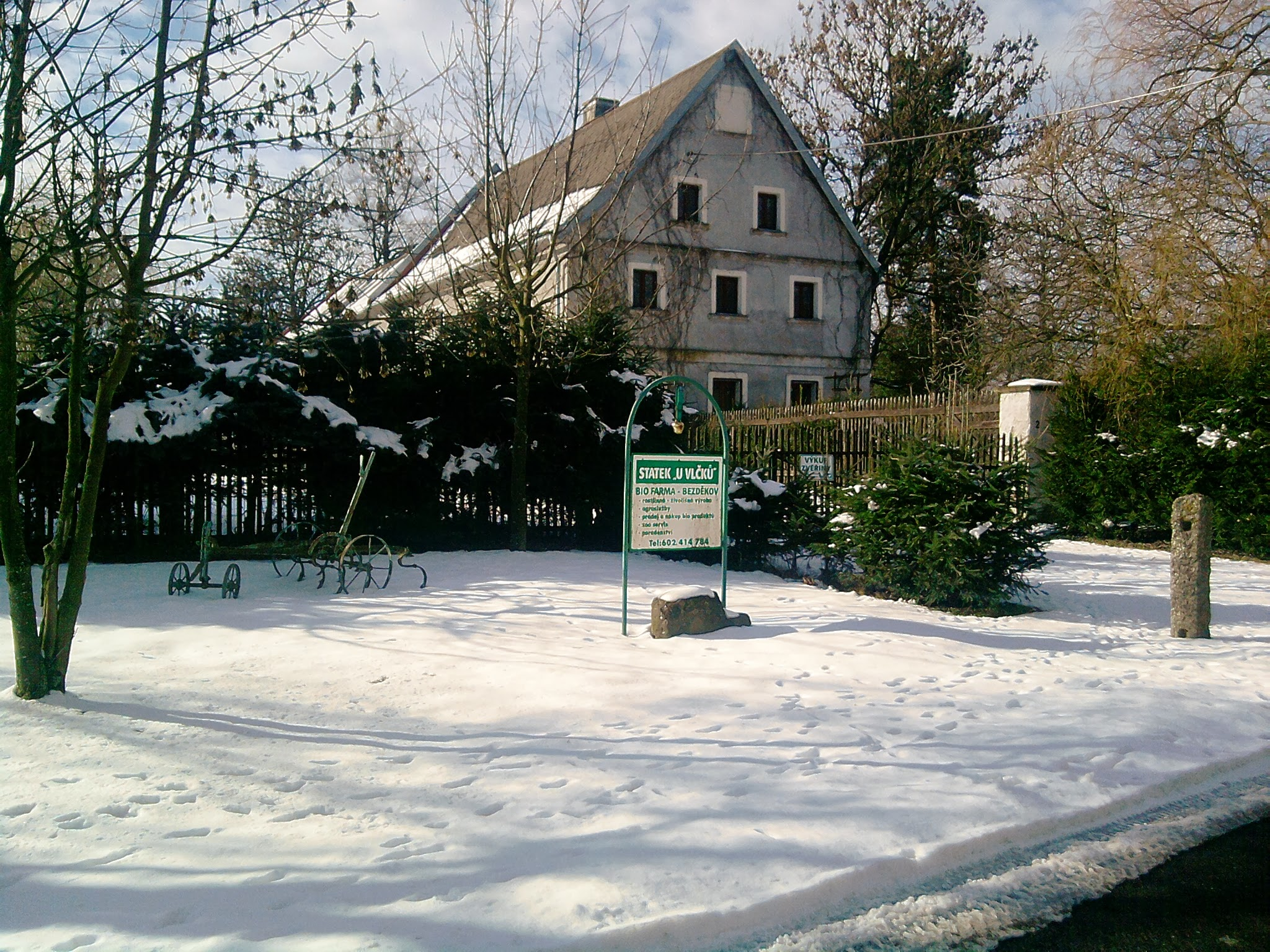
Ortslage

## Geschichte
Gegründet wurde Besikau im 13. oder 14. Jahrhundert. 2011 lebten in Bezděkov 38 Personen.
| Jahr      | 2010 | 2011 | 2015 | 2020 |
| --------- | ---- | ---- | ---- | ---- |
| Einwohner | 48   | 38   | 38   | 36   |
| Häuser    | 32   |      | 31   | 31   |

## Belege
1. 1 2  Bezděkov - Bezděkov - Oficiální stránky města Toužim. Abgerufen am 16. März 2024.
2. ↑  STATISTICKÝ LEXIKON OBCÍ ČESKÉ REPUBLIKY 2013 Podle správního rozdělení k 1. 1. 2013 a výsledků sčítání lidu, domů a bytů  k 26. březnu 2011 Zpracoval Český statistický úřad ve spolupráci s Ministerstvem vnitra ČR. (PDF) 1. Januar 2013, S. 276, archiviert vom Original (nicht mehr online verfügbar) am 6. März 2016; abgerufen am 16. März 2024 (tschechisch).  Info: Der Archivlink wurde automatisch eingesetzt und noch nicht geprüft. Bitte prüfe Original- und Archivlink gemäß Anleitung und entferne dann diesen Hinweis.